# Lindsay Lindley
Lindsay Lindley, z domu Rowe (ur. 6 października 1989 w Nowym Jorku) – nigeryjska lekkoatletka specjalizująca się w biegach płotkarskich.
W 2014 zajęła 4. miejsce na mistrzostwach Afryki, a rok później stanęła na najniższym stopniu podium igrzysk afrykańskich w Brazzaville.
Złota medalistka mistrzostw Nigerii.
W marcu 2013 wyszła za amerykańskiego futbolistę Ryana Lindley.
Rekordy życiowe: bieg na 60 metrów przez płotki (hala) – 8,04 (21 lutego 2018, Athlone); bieg na 100 metrów przez płotki – 12,90 (15 kwietnia 2017, Long Beach).

## Osiągnięcia
| Rok  | Impreza                   | Miejsce     | Konkurencja                     | Lokata     | Wynik |
| ---- | ------------------------- | ----------- | ------------------------------- | ---------- | ----- |
| 2014 | Mistrzostwa Afryki        | Marrakesz   | bieg na 100 metrów przez płotki | 4. miejsce | 13,43 |
| 2015 | Mistrzostwa świata        | Pekin       | bieg na 100 metrów przez płotki | eliminacje | 13,30 |
| 2015 | Igrzyska afrykańskie      | Brazzaville | bieg na 100 metrów przez płotki | 3. miejsce | 13,30 |
| 2017 | IAAF World Relays         | Nassau      | sztafeta 4 × 100 metrów         | eliminacje | 44,95 |
| 2017 | Mistrzostwa świata        | Londyn      | bieg na 100 metrów przez płotki | półfinał   | 13,18 |
| 2018 | Halowe mistrzostwa świata | Birmingham  | bieg na 60 metrów przez płotki  | półfinał   | 8,08  |